# Wijken en buurten in de voormalige gemeente Scheemda
De Nederlandse gemeente Scheemda werd tot herindeling van 1 januari 2010, voor statistische doeleinden onderverdeeld in wijken en buurten. Per 1 januari 2010 maakt de gemeente Scheemda deel uit van de gemeente Oldambt.
De gemeente werd verdeeld in de volgende statistische wijken:
- Wijk 00 Scheemda-Heiligerlee (CBS-wijkcode:003900)
- Wijk 01 Westerlee (CBS-wijkcode:003901)
- Wijk 02 Noord (CBS-wijkcode:003902)
- Wijk 03 Midwolda (CBS-wijkcode:003903)
- Wijk 04 Nieuwolda (CBS-wijkcode:003904)

Een statistische wijk kan bestaan uit meerdere buurten. Onderstaande tabel geeft de buurtindeling met kentallen volgens het Centraal Bureau voor de Statistiek (2008):
| CBS-buurtcode | Buurtnaam                                   | Inwonertal | Opp. totaal (ha) | Opp. land (ha) | Ligging                |
| ------------- | ------------------------------------------- | ---------- | ---------------- | -------------- | ---------------------- |
| BU00390000    | Scheemda                                    | 2590       | 225              | 220            | Locatie in de gemeente |
| BU00390001    | Eexta                                       | 1580       | 111              | 104            | Locatie in de gemeente |
| BU00390002    | Heiligerlee                                 | 1440       | 234              | 222            | Locatie in de gemeente |
| BU00390003    | Eexta-Zuid                                  | 430        | 190              | 182            | Locatie in de gemeente |
| BU00390004    | Scheemdermeer                               | 450        | 77               | 76             | Locatie in de gemeente |
| BU00390005    | Napels                                      | 110        | 33               | 33             | Locatie in de gemeente |
| BU00390100    | Westerlee                                   | 1400       | 225              | 225            | Locatie in de gemeente |
| BU00390108    | Verspreide huizen ten zuiden van Westerlee  | 180        | 718              | 712            | Locatie in de gemeente |
| BU00390109    | Verspreide huizen ten noorden van Westerlee | 30         | 649              | 643            | Locatie in de gemeente |
| BU00390200    | Nieuw-Scheemda                              | 280        | 68               | 67             | Locatie in de gemeente |
| BU00390201    | 't Waar                                     | 140        | 49               | 47             | Locatie in de gemeente |
| BU00390202    | Hamrikkerweg                                | 50         | 70               | 70             | Locatie in de gemeente |
| BU00390203    | Scheemderzwaag                              | 130        | 64               | 62             | Locatie in de gemeente |
| BU00390209    | Verspreide huizen                           | 60         | 2059             | 2026           | Locatie in de gemeente |
| BU00390300    | Midwolda                                    | 2030       | 352              | 352            | Locatie in de gemeente |
| BU00390301    | Oostwold                                    | 1020       | 122              | 122            | Locatie in de gemeente |
| BU00390302    | Zuiderpolder                                | 170        | 85               | 84             | Locatie in de gemeente |
| BU00390303    | Ekamp                                       | 30         | 52               | 52             | Locatie in de gemeente |
| BU00390304    | Nieuweweg                                   | 290        | 110              | 110            | Locatie in de gemeente |
| BU00390305    | Niesoord                                    | 60         | 93               | 93             | Locatie in de gemeente |
| BU00390307    | Meerland                                    | 140        | 272              | 272            | Locatie in de gemeente |
| BU00390309    | Verspreide huizen Midwolda                  | 150        | 2992             | 2942           | Locatie in de gemeente |
| BU00390400    | Nieuwolda                                   | 1210       | 206              | 199            | Locatie in de gemeente |
| BU00390403    | Oosteind                                    | 110        | 29               | 29             | Locatie in de gemeente |
| BU00390409    | Verspreide huizen Nieuwolda                 | 150        | 2660             | 2495           | Locatie in de gemeente |